# NGC 4709
NGC 4709 is een elliptisch sterrenstelsel in het sterrenbeeld Centaur. Het hemelobject werd op 7 mei 1826 ontdekt door de Schotse astronoom James Dunlop.

## Synoniemen
- ESO 323-3
- MCG -7-26-56
- AM 1247-410
- DRCG 56-28
- DCL 282
- PGC 43423